# Holometabolisme
Holometabolisme, også kaldet fuldstændig forvandling (metamorfose), er en form for insektudvikling, som omfatter fire livsstadier: æg, larve, puppe og imago (eller voksen).
Holometabolisme er et synapomorft træk (delt afledt kendetegn) hos alle insekter i overordenen Endopterygota. Umodne stadier af holometabole insekter er meget forskellige fra de modne stadier. Hos nogle arter forhindrer den holometabolske livscyklus larver i at konkurrere med de voksne, fordi de optager forskellige økologiske nicher (det sæt af vilkår, som on organisme har tilpasst sig). Hver fases morfologi og adfærd er tilpasset til forskellige aktiviteter. For eksempel maksimerer larvestadiet egenskaber som fødeindtagelse, vækst og udvikling, mens voksne egenskaber muliggør spredning, parring og æglægning. Nogle arter af holometabolske insekter beskytter og fodrer deres afkom. Andre insektudviklingsstrategier omfatter ametabolisme og hemimetabolisme.

## Udviklingsstadier
Der er fire generelle udviklingsstadier, hver med sin egen morfologi og funktion.

### Æg
Den første fase af et insekts livscyklus er ægget, eller embryoet. Ægget begynder som en enkelt celle, der deler sig og udvikler sig til larveformen, inden det klækkes. Nogle insekter formerer sig ved partenogenese eller kan være haplodiploide, og producerer levedygtige æg uden befrugtning. Æggestadiet hos de fleste insekter er meget kort, kun få dage. Imidlertid kan insekter gå i dvale eller gennemgå diapause i ægstadiet for at undgå ekstreme forhold, i hvilket tilfælde kan dette stadie vare flere måneder. Æggene fra nogle typer insekter, såsom tsetsefluer, eller bladlus (som er hemimetabolske), klækkes, før de lægges.

### Larve
Den anden fase af den holometabole livscyklus er larven. Mange voksne insekter lægger deres æg direkte på en fødekilde, så larverne kan begynde at spise, så snart de klækkes. Larver har aldrig vinger eller vingeknopper og har simple snarere end sammensatte øjne. Hos de fleste arter er larvestadiet mobilt og med en ormelignende form.
Larvestadiet er på forskellig vis tilpasset til at opnå og akkumulere de materialer og energi, der er nødvendig for vækst og metamorfose. De fleste holometabolske insekter passerer gennem flere larvestadier, eller instars, efterhånden som de vokser og udvikler sig. Larven må skifte ham (smide sin overhud) for at kunne passere fra det larvestadie til det andet. Disse stadier kan se meget ens ud og afviger for det meste i størrelse eller kan afvige i mange egenskaber, herunder adfærd, farve, hår og rygsøjler og endda antal ben. Forskelle mellem larvestadier er især udtalte hos insekter med hypermetamorfose. Det sidste larvestadie hos nogle insekter kaldes en prepupa. Præpupper indtager ikke føde ikke, og bliver inaktive. Det er ikke ualmindeligt, at larvevæv, der nedbrydes under metamorfose, øger i omfang ved at cellerne bliver større, mens celler og væv, der vil blive til imago, vokser i antal gennem celledeling.

### Puppe
For at komme ind i det tredje stadie af homometabolisk udvikling, gennemgår larven metamorfose til at blive en puppe. Puppen er et passivt udviklingsstadium, der ikke tager føde til sig. De fleste pupper bevæger sig meget lidt, selvom pupperne fra nogle arter, såsom mygs, er mobile. Som forberedelse til forpupningen søger larverne af mange arter beskyttede steder eller konstruerer en beskyttende kokon af silke eller andet materiale, såsom dens egen akkumulerede afføring. Nogle insekter gennemgår diapause som puppe. I dette stadie ændres insektets fysiologi og funktionelle struktur sig drastisk, både den indre og den ydre.

### Imago
Den sidste fase af holometabolsk insektudvikling er voksnestadiet, også kaldet imago. De fleste voksne insekter har vinger (undtagen i de tilfælde, hvor de er tabt sekundært) og fungerende reproduktive organer. De fleste voksne insekter vokser meget lidt efter at være kommet ud fra puppen. Nogle voksne insekter spiser slet ikke, og fokuserer udelukkende på parring og reproduktion. Nogle voksne insekter er postmitotiske ved voksen fremkomst, med delende celler begrænset til specifikke organer. Cyrtodiopsis dalmanni er en sådan art, der lever i voksenstadiet, men ikke vokser i størrelse. Ernæring bruges hos voksne til vækst af de indre reproduktive strukturer.

## Evolutionær kontekst af holometabolsk udvikling
Omkring 45 % til 60 % af alle kendte levende arter er holometabolske insekter. Unge og voksne former for holometabolske insekter optager ofte forskellige økologiske nicher, der udnytter forskellige ressourcer. Dette betragtes som en nøgledrivkraft i den usædvanlige evolutionære diversificering af form og fysiologi inden for gruppen.
Fylogenetiske undersøgelser har vist at holometabolske insekter er en monofyletisk gruppe, hvilket er tegn på, at fuldstændig metamorfose kun er opstået sted én enkelt gang i insekternes udviklingshistorie.

## Teorier om oprindelsen af holometabolsk metamorfose
Oprindelsen af fuldstændig metamorfose hos insekter har været genstand for en langvarig og til tider voldsom debat. En af de første teorier, der blev foreslået, var en af William Harvey i 1651. Harvey foreslog, at næringsstofferne i insektægget er så knappe, at der var selektion for embryoer, der blev udklækket, før deres udvikling var færdig. I sin tid som larve samler det ”for tidligt fødte dyr” ressourcer fra det ydre miljø og når frem til puppe-stadiet, som Harvey betragtede som den perfekte ægform. Jan Swammerdam udførte dog en dissektionsundersøgelse og viste, at puppeformer ikke viser tegn på at være æg, men i stedet mere et overgangsstadium mellem larver og voksen.
I 1883 revitaliserede John Lubbock Harveys hypotese og argumenterede for, at oprindelsen og udviklingen af holometabolan udvikling kan forklares med den tidlige klækning (eclosion) af embryoet. Hemimetabolske arter, hvis larver ligner den voksne, har et embryo, der fuldender alle udviklingsstadier (nemlig: "protopod", "polipod" og "oligopod" stadier) inde i ægget. Holometabolske arter har i stedet ormelignende larver og et puppestadium efter ufuldstændig udvikling og udklækning. Debatten fortsatte gennem det tyvende århundrede, hvor nogle forfattere (såsom Charles Pérez i 1902) hævdede, at den tidlige klækningsteori var besynderlig, Antonio Berlese genetablerede den som den førende teori i 1913, og Augustus Daniel Imms udbredte den fra 1925. Et af de mest omstridte aspekter af den tidlige klækningsteori, der gav næring til yderligere debat inden for evolution og udvikling, var forslaget om, at de hemimetabolske nymfestadier er ækvivalente med det holometabolske puppestadie. Kritikere af denne teori (især H. E. Hinton) hævder, at post-embryonal udvikling i hemimetabolske og holometabolske insekter er sammenlignelige, og at det sidste nymfestadium af hemimetabolske arter svarer til de holometabolske pupper.

## Ordener
Ordener med holometabolske insekter:
- Coleoptera – Biller
- Diptera – Fluer
- Hymenoptera – Myrer, bier og gedehamse
- Lepidoptera – Sommerfugle og møl
- Mecoptera – Skorpionfluer
- Megaloptera – Dovenfluer
- Miomoptera (uddød)
- Neuroptera – Netvinger
- Protodiptera (uddød)
- Raphidioptera – Kamelhalsfluer
- Siphonaptera – Lopper
- Strepsiptera – Viftevinger
- Trichoptera – Vårfluer